# Lumines
Lumines (ルミネス?, Ruminesu) è un videogioco rompicapo sviluppato da Q Entertainment e pubblicato nel 2004 da Bandai per PlayStation Portable. Titolo di lancio della console portatile Sony, il gioco è stato distribuito da Ubisoft in America settentrionale e in Europa. Convertito per PlayStation 2 e Microsoft Windows, del videogioco è stato realizzato un sequel dal titolo Lumines II. Nel 2018 è stato prodotto un remake in alta definizione per Nintendo Switch, PlayStation 4 e Xbox One dal titolo Lumines Remastered.

## Modalità di gioco

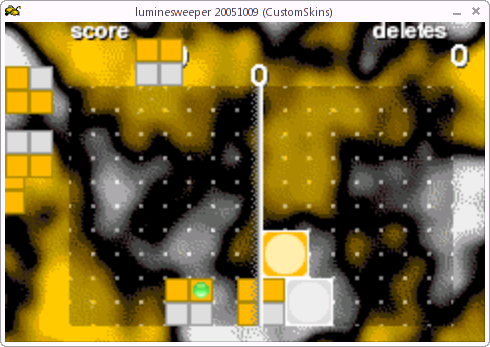
luminesweeper è un clone libero per Game Boy Advance di Lumines

In Lumines lo scopo del gioco consiste nell'eliminare blocchi dello stesso colore, cercando di totalizzare il maggior numero di punti. La colonna sonora del gioco presenta tracce di Mondo Grosso e Eri Nobuchika.

## Sviluppo
Parlando di Lumines e del suo sviluppo, Tetsuya Mizuguchi ha descritto la PlayStation Portable come una forma di Walkman interattivo che permetteva di avere una connessione con la musica di un gioco in maniera più profonda rispetto alle console PlayStation 2 e Xbox. Il produttore ha detto di essersi ispirato a Rez. Il compositore Takayuki Nakamura ha dichiarato che le tracce di Lumines erano state realizzate al computer a 44 kHz, mentre la console portatile Sony era solamente a 32 kHz. Nella versione per Nintendo Switch, che sfrutta la vibrazione del Joy-Con sono presenti 45 tracce, di cui 40 realizzate da Nakamura.

## Accoglienza
La rivista Play Generation lo classificò come il terzo titolo rompicapo più cervellotico tra quelli disponibili su PlayStation 2.